# Sternbergit
Sternbergit AgFe2S3 – minerał z grupy siarczków występujący razem z kruszcami srebra w tzw. paragenozie. Minerał o metalicznym połysku i barwie brunatnej z fioletowoniebieskim odcieniem.
Krystalizuje w układzie rombowym. Tworzy różne odmiany (argentopiryt, argyropiryt, frieseit), które określane są pod nazwą piryty srebrowe.